# ماساهیرو یوشیمورا
ماساهیرو یوشیمورا (ژاپنی: 吉村 昌弘؛ ۲۸ اکتبر ۱۹۳۶ – ۲۷ سپتامبر ۲۰۰۳) شناگر اهل ژاپن بود.
وی در مسابقات کشوری و بین‌المللی در مجموع برندهٔ ۱ مدال نقره شده‌است.